# Üntschenspitze
Die Üntschenspitze (auch Üntscheller, Vordere Üntschenspitze) ist ein 2135 m hoher Berg bei Schoppernau im österreichischen Teil der Allgäuer Alpen. Er ist ein Steilgrasberg aus Rhenodanubischem Flysch mit bis zu 1000 Meter hohen Flanken. Der Gipfel ist mit Bergwanderwegen erschlossen und im Winter ein Tipp bei Skibergsteigern.

## Namensherkunft
Für das Jahr 1818 sind erstmals ein Uintscher Joch und ein Hinter Uintscher Joch in einer österreichischen Militärkarte erwähnt. Die erste Erwähnung des heutigen Gipfelnamens stammt aus dem Jahr 1886: Uentscheller Sp. in einer österreichischen Karte. Die Herkunft des Namens ist nicht geklärt, sie bezieht sich jedoch auf den Alpnamen Üntschen. Ursprung des Wortstammes könnte der vermutlich vordeutsche Namen Eunoschin sein, der in der Nähe im Jahre 1056 erstmals verwendet wurde.
Üntscheller ist die einheimische Bezeichnung des Berges.

## Lage und Umgebung
Die Üntschenspitze liegt auf der Gemarkung von Schoppernau im österreichischen Bundesland Vorarlberg. Der Berg erhebt sich östlich über dem Tal der Bregenzer Ach. Damit steht der Berg steil und isoliert über dem Bregenzerwald. Seine Hänge werden von Süden bis Westen von der Bregenzer Ach begrenzt, im Norden fließt der Schrecksbach. Einzig nach Norden ist die Üntschenspitze über einen Bergkamm an die Umgebung angeschlossen. Dieser Kamm trägt das Häfnerjoch (1979 m) und zieht dann nach Südosten und endet letztendlich bei Baad. Im weiteren Verlauf zweigt ein Ast zur Güntlespitze (2092 m) nach Norden ab. Im weiteren Kamm-Verlauf zweigt ein südlicher Ast zum Heiterberg (2188 m) ab, dazwischen liegt der Üntschenpass (1854 m). Die beiden letzteren bilden die Referenzpunkte für Dominanz und Schartenhöhe.

## Geologie
Geologisch ist die Üntschenspitze aus Rhenodanubischer Flysch aufgebaut, einem Sedimentgestein aus der Kreide-Zeit. Die Ablagerungen sind bis zu 2000 Meter mächtig. Hauptbestandteil sind Tone und Mergel. Es ist schnell verwitternd und wasserundurchlässig. Dadurch fließt das Wasser relativ nahe an der Bodenoberfläche ab und erodiert ein für die Steilgrasberge charakteristisches Aussehen mit Tobeln.

## Besteigung

### Sommer
Der markierte, teilweise steile Normalweg auf die Üntschenspitze beginnt in den Schoppernauer Ortsteilen Hinter Hopfreben (1007 m) oder Vorder Hopfreben. Von hier führt ein Wirtschaftsweg vorbei an der Alpe Üntschenbergvorsäß (1249 m) hinauf zu der Vorderüntschenalpe  (1759 m). Ab hier geht es weiter auf Wanderwegen zum Häfnerjoch (1979 m) und weiter zum Gipfel. Alternativ kann von Schoppernau (852 m) auf dem Versorgungsweg die Pisi-Alpe (1405 m) erreicht werden. Von dort über die Häfen-Mulde hinauf zum Häfnerjoch. Weitere Möglichkeiten das Häfnerjoch zu erreichen gibt es von Baad (1220 m) über die Güntlespitze.
Daneben existieren weitere, nicht markierte und Trittsicherheit sowie Schwindelfreiheit erfordernde Anstiege über den Westsporn (I. Grad), durch die Nordflanke (II.) und über den Nordsporn (II.).

### Winter
Die Skitouren-Routen im Winter orientieren sich an den Wegen im Sommer. Wegen der interessanten Abfahrtsmöglichkeiten, beispielsweise über die Pisi-Alpe mit mehr als 1300 Höhenmetern Abfahrt, gilt die Üntschenspitze als Geheimtipp.

## Bilder

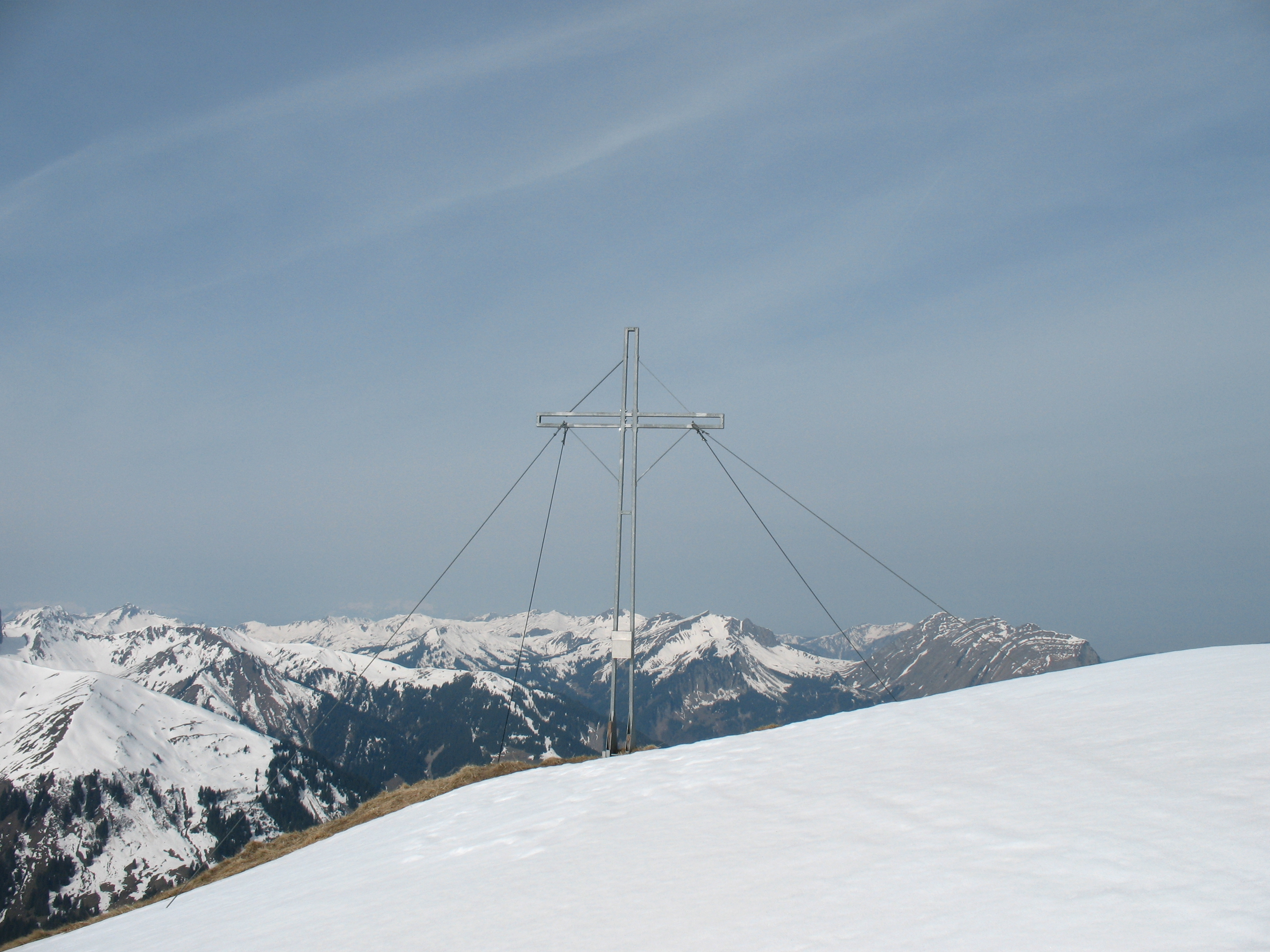
Gipfelkreuz
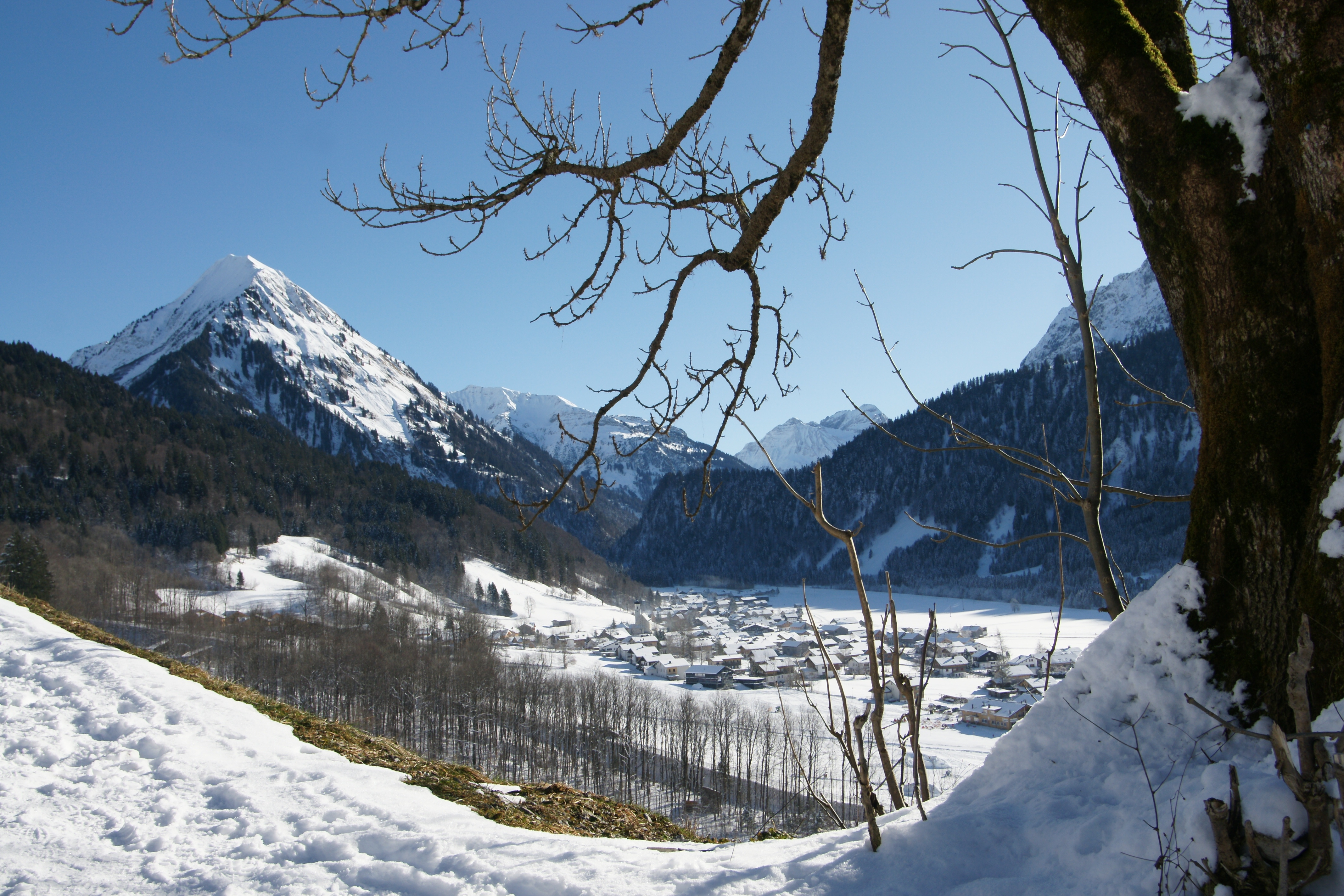
Winter
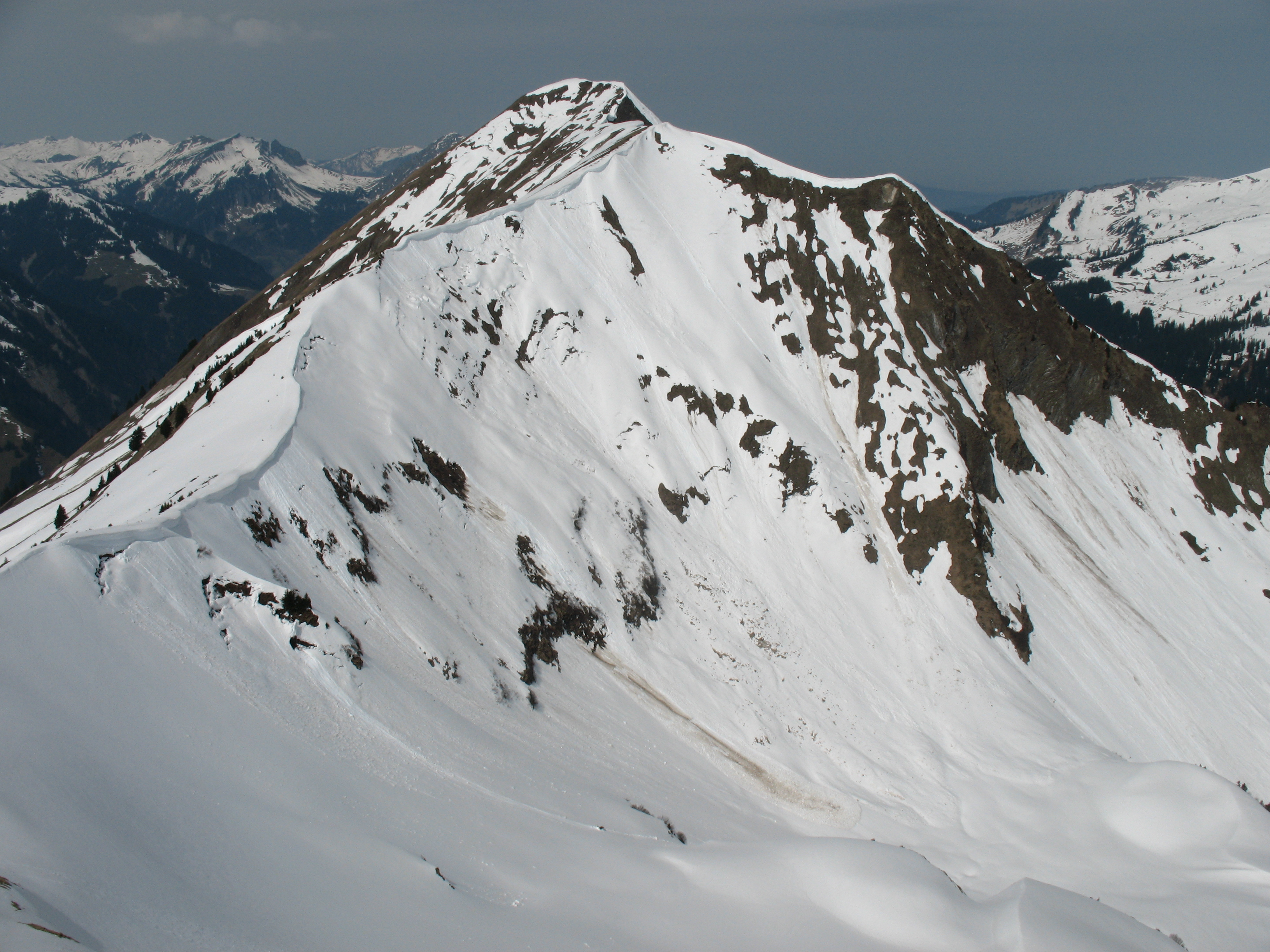
Von der Güntlespitze
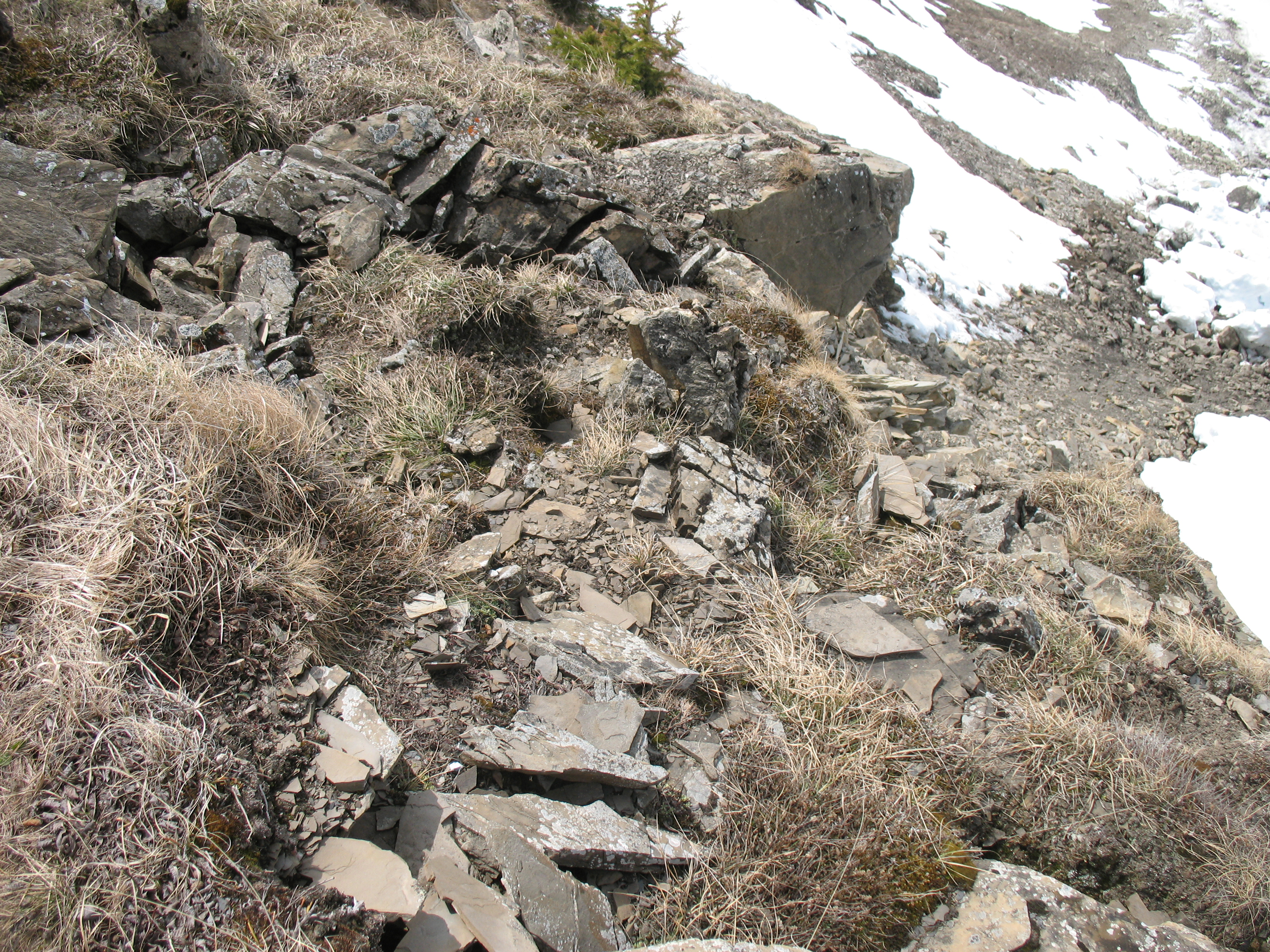
Verwittertes Gestein